# 호소카와 가라샤

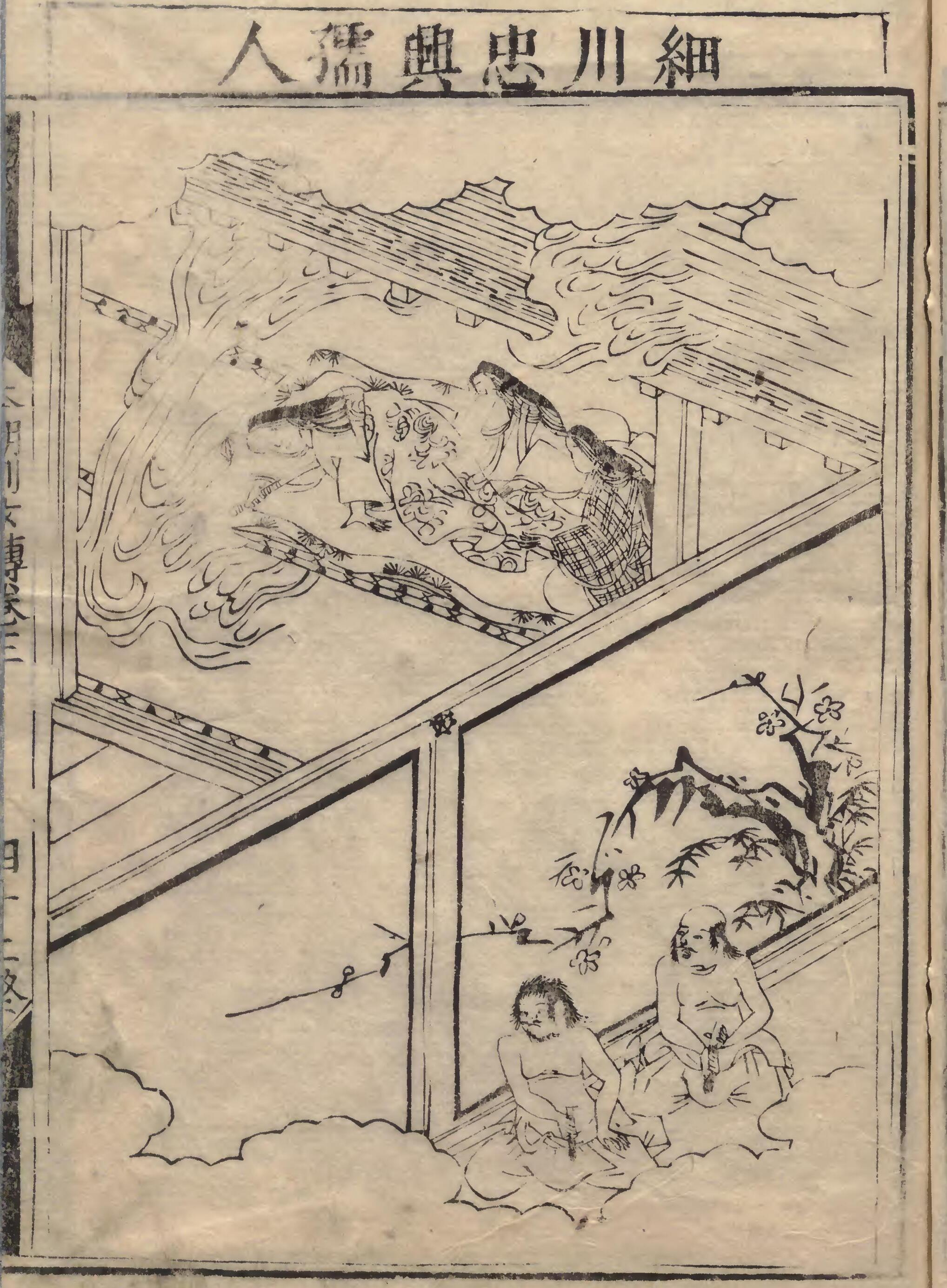
호소카와 가라샤

호소카와 가라샤(일본어: 細川ガラシャ, 에이로쿠 6년(1563년) ~ 게이초 5년 음력 7월 17일(1600년 8월 25일))는 센고쿠 시대의 여성이다.
아케치 미쓰히데(明智光秀)의 셋째 딸로 본명은 다마(珠/玉) 또는 다마코(玉子)이나 기리시탄이 되면서 얻은 세례명 가라샤(ガラシャ, 그라시아, Gracia의 일본식 발음)라는 이름으로도 유명하다.
미모가 굉장하고 인격이 훌륭해서 많은 사람들의 존경을 받았다.
오다 노부나가의 중매로 호소카와 다다오키(細川忠興)의 정실이 되었다. 그러나 도쿠가와 이에야스를 견제하기 위해 인질극을 시도하던 이시다 미쓰나리에 의해 사망했다. 이로 인해 호소카와 다다오키는 이시다 미쓰나리와 불구대천이 되었으며 세키가하라 전투에서 호소카와 다다오키의 동군이 승리하자 호소카와 다다오키는 기어이 서군의 수괴인 이시다 미츠나리를 참수형에 처하게 했다.

## 같이 보기
- 호소카와 하루토시 - 가라샤의 마지막 후손